# Шребер, Иоганн Христиан
Иоганн Христиан фон Шребер (нем. Johann Christian Daniel von Schreber; 17 января 1739 — 10 декабря 1810) — немецкий медик и натуралист.
Член (1764) и президент (1791—1810) Германской академии естествоиспытателей «Леопольдина», член Лондонского королевского общества (1795), иностранный почётный член Петербургской академии наук (1792).

## Биография
Шребер обучался в университете Галле медицине, естественным наукам и теологии. Будучи студентом он опубликовал в 1758 году свою первую научную работу — Lithographia Halensis. Позднее он перешёл в Уппсальский университет, продолжая обучаться по прежнему профилю; одним из его преподавателей был выдающий шведский учёный Карл Линней (1707—1778). Шребер успешно окончил университет в 1761 году, опубликовав диссертацию Theses medicae. После возвращения в Германию он в тот же год получил работу в Бютцове. В 1763 Немецкая академия природных наук «Леопольдина» приняла его в качестве младшего члена.
К 1769—1770 годам Шребер стал известен как молодой профессор ботаники, естественных наук, экономики и политики в Университете Эрланген. В 1773 году ему доверили ухаживать за университетским садом. На фоне научной работы Шребер в эти годы начал переводить работы Карла Линнея на немецкий.
В 1774 году Шребер начал писать многотомную энциклопедию под названием «нем. Die Säugethiere in Abbildungen nach der Natur mit Beschreibungen», которая была посвящена млекопитающим всего мира. Многим животным в ней были впервые даны научные биноминальные названия, по примеру Системы природы Карла Линнея.
Ещё студентом Шребер написал одну из первых работ по энтомологии, названную Schreberi Novae Species Insectorvm (1759). В этой работе видовые названия впервые были записаны непосредственно позади имени рода. Такой способ записи стали широко распространённым лишь в начале XIX века, в то время как в 1760-е годы, когда вышла эта работа, их было принято записывать на полях. Он часто ставил префикс I.C.D. — Iohann Christian Daniel.
В 1787 году он стал членом престижной Королевской Шведской академии наук.
Когда в 1791 скончался президент «Леопольдины» Генрих Фридрих Дёлиус, Шребер занял его место. В качестве главы Леопольдины Шребер выбрал себе публичное имя — Theophrastus Eresius IV. В возрасте 71 года Иоганн Христиан фон Шребер умер в городе Эрланген.
Он был дядей ортопеда и педагога нем. Daniel Gottlob Moritz von Schreber. В числе его известных учеников Франц Александрович Делявинь.
После смерти вся его богатая ботаническая коллекция перешла в собственность короля Максимилиана I и послужила основой для ботанической коллекции в Мюнхене.

## Растения, названные именем Шребера
Память Шребера увековечена в латинских названиях ряда растений:
Род
- Schrebera Roxb., 1798 — Шребера семейства Маслиновые (Oleaceae)

Виды
- Brasenia schreberi J.F.Gmel. — Бразения Шребера
- Muhlenbergia schreberi J.F.Gmel.
- Pleurozium schreberi (Willd. ex Brid.) Mitt. — Плевроциум Шребера
- Potamogeton ×schreberi G.Fisch.

## Работы
- Lithographia Halensis (1758)
- Schreberi Novae Species Insectorvm (1759)
- Theses medicae (1761)
- Beschreibung der Gräser (1.1769 — 3.1810)
- Die Säugetiere in Abbildungen nach der Natur mit Beschreibungen (1.1774 — 64.1804)

- Иллюстрации из книги Die Säugethiere in Abbildungen nach der Natur mit Beschreibungen
- Mustela sibirica
- Eulemur mongoz
- Viverra zibetha
- Herpestes ichneumon
- Galictis vittata
- Martes zibellina
- Didelphis marsupialis
- Thylogale brunii
- Setifer setosus
- Hemiechinus auritus
- Vormela peregusna
- Caluromys philander